# Vakuole

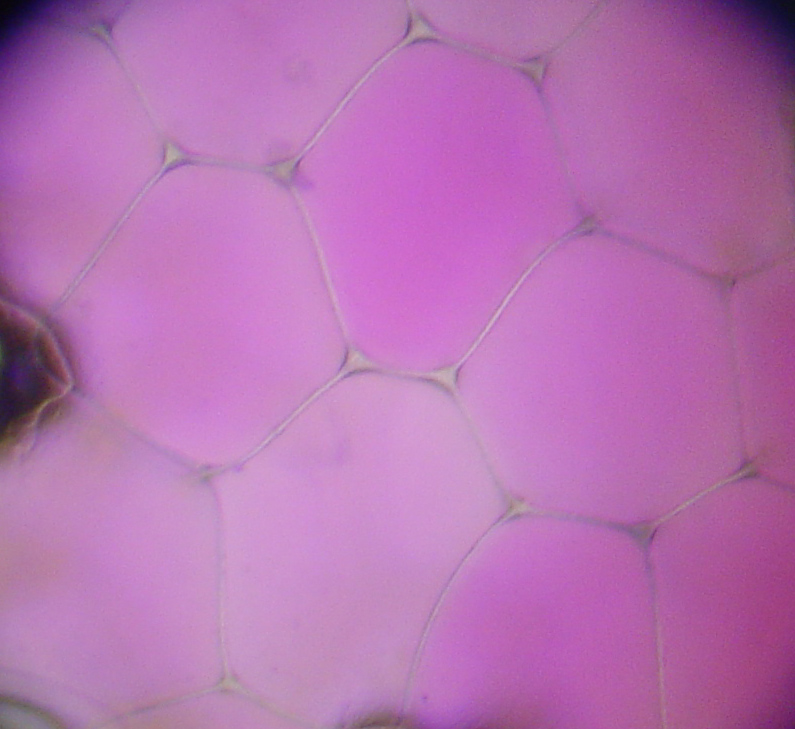
Die Zentralvakuole der Purpurblättrigen Dreimasterblume (Tradescantia spathacea) ist leichter zu erkennen …

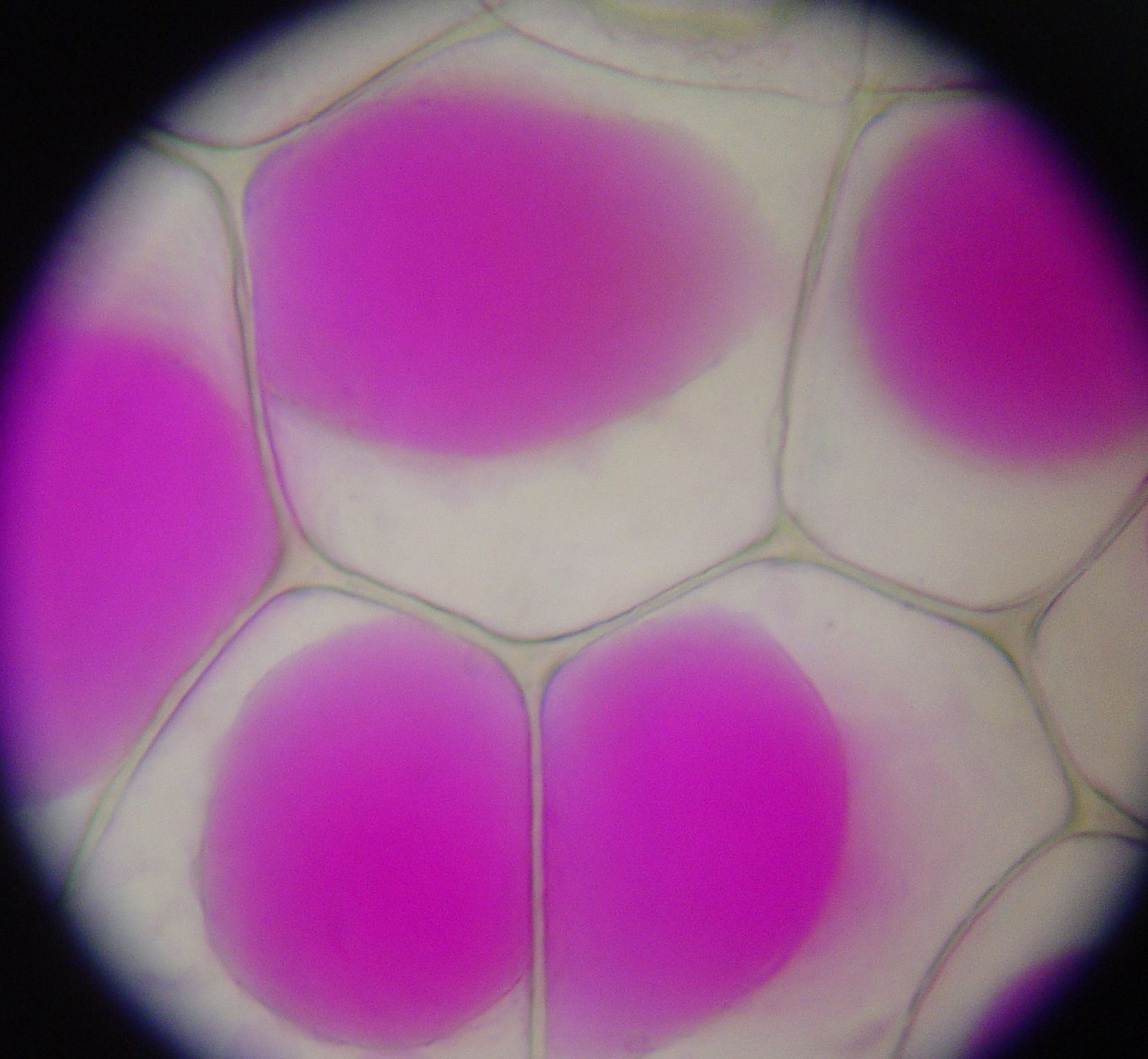
… wenn sie nicht die ganze Zelle ausfüllt (Plasmolyse).

Eine Vakuole (aus dem Lateinischen „vacuolus“, was „leer“ bedeutet) ist ein von einer Zellmembran umschlossenes Zellorganell, das in Pflanzen- und Pilzzellen sowie in einigen Protisten-, Tier- und Bakterienzellen vorkommt.

## Aufbau
Vakuolen sind im Wesentlichen geschlossene Kompartimente, die mit Wasser gefüllt sind und anorganische sowie organische Moleküle, einschließlich Enzyme in Lösung, enthalten. In bestimmten Fällen können sie auch feste Stoffe enthalten, die aufgenommen wurden. Vakuolen entstehen durch die Verschmelzung mehrerer Membranvesikel und sind im Grunde genommen größere Formen dieser Vesikel, umfassen aber sehr viel größere von einer Membran umschlossene Räume. Diese Zellsaftvakuole (auch zentrale Vakuole oder Zellsaftraum genannt) nimmt bei ausgereiften Pflanzenzellen meist das größte Volumen der Zelle ein. Die Membran, die die Vakuole vom angrenzenden Cytoplasma abgrenzt, wird Tonoplast genannt. Im Inneren der Vakuole befindet sich eine Flüssigkeit, der Zellsaft, welcher im Gegensatz zum Cytosol sehr wenig Proteine enthält und daher nicht plasmatisch ist. Aufgrund ihrer Größe sind sie auch unter dem Lichtmikroskop erkennbar. Die Vakuole hat keine feste Form oder Größe; ihre Struktur variiert je nach den Anforderungen der Zelle. Sie treten zum Beispiel als Nahrungsvakuolen auf, die sich durch Phagozytose aus Teilen der Zellmembran gebildet haben.

## Funktionen
Die Funktion und Bedeutung von Vakuolen variiert stark je nach Zelltyp, wobei sie in den Zellen von Pflanzen, Pilzen und bestimmten Protisten deutlich ausgeprägter sind als in denen von Tieren und Bakterien. Im Allgemeinen umfassen die Funktionen der Vakuole:
- Isolierung von Materialien, die schädlich oder bedrohlich für die Zelle sein oder den Stoffwechsel stören könnten
- Speicherung von Abfallprodukten
- Speicherung von Wasser in Pflanzenzellen
- Aufrechterhaltung des inneren hydrostatischen Drucks oder Turgors innerhalb der Zelle
- Aufrechterhaltung eines sauren inneren pH-Werts
- Speicherung kleiner Moleküle
- Export unerwünschter Substanzen aus der Zelle
- Unterstützung von Pflanzenstrukturen wie Blättern und Blüten durch den Druck der zentralen Vakuolen
- Schnelles Wachstum von keimenden Pflanzen oder deren Organen (wie Blättern) durch Vergrößerung der Vakuole, wobei hauptsächlich Wasser verwendet wird[4]
- Speicherung von Proteinen (Zellsaft), die für die Keimung in Samen benötigt werden (diese werden in „Protein-Körpern“ aufbewahrt, die modifizierte Vakuolen sind)[5]
- Des Weiteren auch zum Beispiel:
- Indem zum Beispiel Farbstoffe im Zellsaft eingelagert werden, können Pflanzenteile besonders gefärbt werden: blau-violett-rot sind oft Anthocyane, die mit Säuren rote und mit Basen blaue Salze bilden (Blüten von Stockrose, Kornblume, Hortensie), gelb sind Flavone (Blüten von Primeln, Löwenmäulchen)
- Durch Lagerung von Gift- oder Bitterstoffen können sie sich vor Tierfraß oder Pilzbefall schützen (z. B. Calciumoxalatkristalle)
- Sie spielen auch eine Rolle bei Wachstums- und Bewegungsvorgängen durch osmotische Aufnahme von Wasser in die Vakuole
- Speicherfunktion – etwa bei den Hülsenfrüchtlern, in deren Keimblättern Vakuolen mit Speicherproteinen zu finden sind.
- Gerbstoffe bilden bei Verwundung eine desinfizierende Schicht und bringen die Proteine des Cytoplasmas zum Stocken (Wundverschluss)

Vakuolen spielen auch eine wichtige Rolle bei der Autophagie, indem sie ein Gleichgewicht zwischen Biogenese (Produktion) und Abbau (oder Umsatz) vieler Substanzen und Zellstrukturen in bestimmten Organismen aufrechterhalten. Sie helfen auch beim Abbau und der Wiederverwertung von fehlgefalteten Proteinen, die sich in der Zelle angesammelt haben. Einige Forscher haben vorgeschlagen, dass die Vakuole an der Zerstörung eindringender Bakterien beteiligt ist, während andere organ-spezifische Formen als „Unterkunft“ für symbiotische Bakterien betrachten. In Protisten haben Vakuolen die zusätzliche Funktion, Nahrung zu speichern, die von dem Organismus aufgenommen wurde, und unterstützen den Verdauungs- und Abfallmanagementprozess der Zelle.
In tierischen Zellen spielen Vakuolen hauptsächlich untergeordnete Rollen und unterstützen größere Prozesse wie Exozytose und Endozytose. Tierische Vakuolen sind kleiner als ihre pflanzlichen Gegenstücke, aber in der Regel zahlreicher. Es gibt auch tierische Zellen, die keine Vakuolen aufweisen.
Die Bildung einer Vakuole findet beim Zellwachstum statt. Innerhalb des Streckungswachstums der Pflanzenzelle vergrößert sich das Volumen der Zelle durch osmotische Wasseraufnahme. Da die Substanz des Cytoplasmas jedoch nicht schnell genug mitwächst, entstehen Hohlräume, die anschließend durch Tonoplasten vom anliegenden Plasma abgetrennt werden. Am Ende des Wachstums nimmt die zentrale Vakuole oft einen so großen Raum ein, dass das Cytoplasma nur mehr eine dünne Schicht zwischen Plasmalemma und Tonoplast bildet. So entsteht die Zentralvakuole.